# Encontros (álbum)
Encontros o álbum de estreia da cantora britânica Jesuton, o álbum começou a ser garavado logo depois que ela foi descoberta por Luciano Huck, durante a gravação várias gravadoras como Universal Music, Warner Bros e entre outras começaram a oferecer contrato para cantora, mas ela optou pela Som Livre.
A canção "Someone Like You" da cantora Adele foi regravada mas acabou ficando somente na edição do iTunes.

## Faixas
| Versão padrão |                                            |         |  |
| N.º           | Título                                     | Duração |  |
| 1.            | "Us (nós)"                                 |         |  |
| 2.            | "Crosses"                                  |         |  |
| 3.            | "Same Mistake"                             |         |  |
| 4.            | "Nothing Changes"                          |         |  |
| 5.            | "Time Is Running Out"                      |         |  |
| 6.            | "Houscere"                                 |         |  |
| 7.            | "Sodade"                                   |         |  |
| 8.            | "Between the Bars"                         |         |  |
| 9.            | "The Blowers Daughter"                     |         |  |
| 10.           | "Redeption Song"                           |         |  |
| 11.           | "Wild Horses"                              |         |  |
| 12.           | "O Mundo é um Moinho"                      |         |  |
| 13.           | "Try a Little Tendeness"                   |         |  |
| 14.           | "Someone Like You (Faixa Bônus do iTunes)" | 4:46    |  |

## Historico de Lançamento
| País           | Data de Lançamento     | Formato               |
| -------------- | ---------------------- | --------------------- |
| Brasil         | 11 de Dezembro de 2012 | CD e Download digital |
| Reino Unido    | 11 de Dezembro de 2012 | CD                    |
| União Europeia | 12 de Dezembro de 2012 | Download Digital e CD |
| Estados Unidos | 24 de Janeiro de 2013  | Download Digital e CD |